# Свалев (комуна)
Комуна Свалев (швед. Svalövs kommun) — адміністративно-територіальна одиниця місцевого самоврядування, що розташована в лені Сконе у південній Швеції.
Свалев 218-а за величиною території комуна Швеції. Адміністративний центр комуни — місто Свалев.

## Населення
Населення становить 13 220 чоловік (станом на вересень 2012 року). 
| Кількість населення комуни Свалев за 1970-2010 роки | Кількість населення комуни Свалев за 1970-2010 роки | Кількість населення комуни Свалев за 1970-2010 роки | Кількість населення комуни Свалев за 1970-2010 роки | Кількість населення комуни Свалев за 1970-2010 роки |
| --------------------------------------------------- | --------------------------------------------------- | --------------------------------------------------- | --------------------------------------------------- | --------------------------------------------------- |
| Рік                                                 |                                                     |                                                     | Населення                                           |                                                     |
| 1970                                                | 1970                                                |                                                     | 12 062                                              | 12 062                                              |
| 1975                                                | 1975                                                |                                                     | 12 546                                              | 12 546                                              |
| 1980                                                | 1980                                                |                                                     | 12 990                                              | 12 990                                              |
| 1985                                                | 1985                                                |                                                     | 12 653                                              | 12 653                                              |
| 1990                                                | 1990                                                |                                                     | 12 839                                              | 12 839                                              |
| 1995                                                | 1995                                                |                                                     | 12 871                                              | 12 871                                              |
| 2000                                                | 2000                                                |                                                     | 12 562                                              | 12 562                                              |
| 2005                                                | 2005                                                |                                                     | 13 012                                              | 13 012                                              |
| 2010                                                | 2010                                                |                                                     | 13 242                                              | 13 242                                              |
| Джерело: SCB                                        |                                                     |                                                     |                                                     |                                                     |

## Населені пункти
Комуні підпорядковано 6 міських поселень (tätort) та низка сільських, більші з яких:
- Свалев (Svalöv)
- Текоматорп (Teckomatorp)
- Коґеред (Kågeröd)
- Біллеберґа (Billeberga)
- Рестонґа (Röstånga)
- Торрлеса (Torrlösa)
- Аксельвольд (Axelvold)

## Галерея

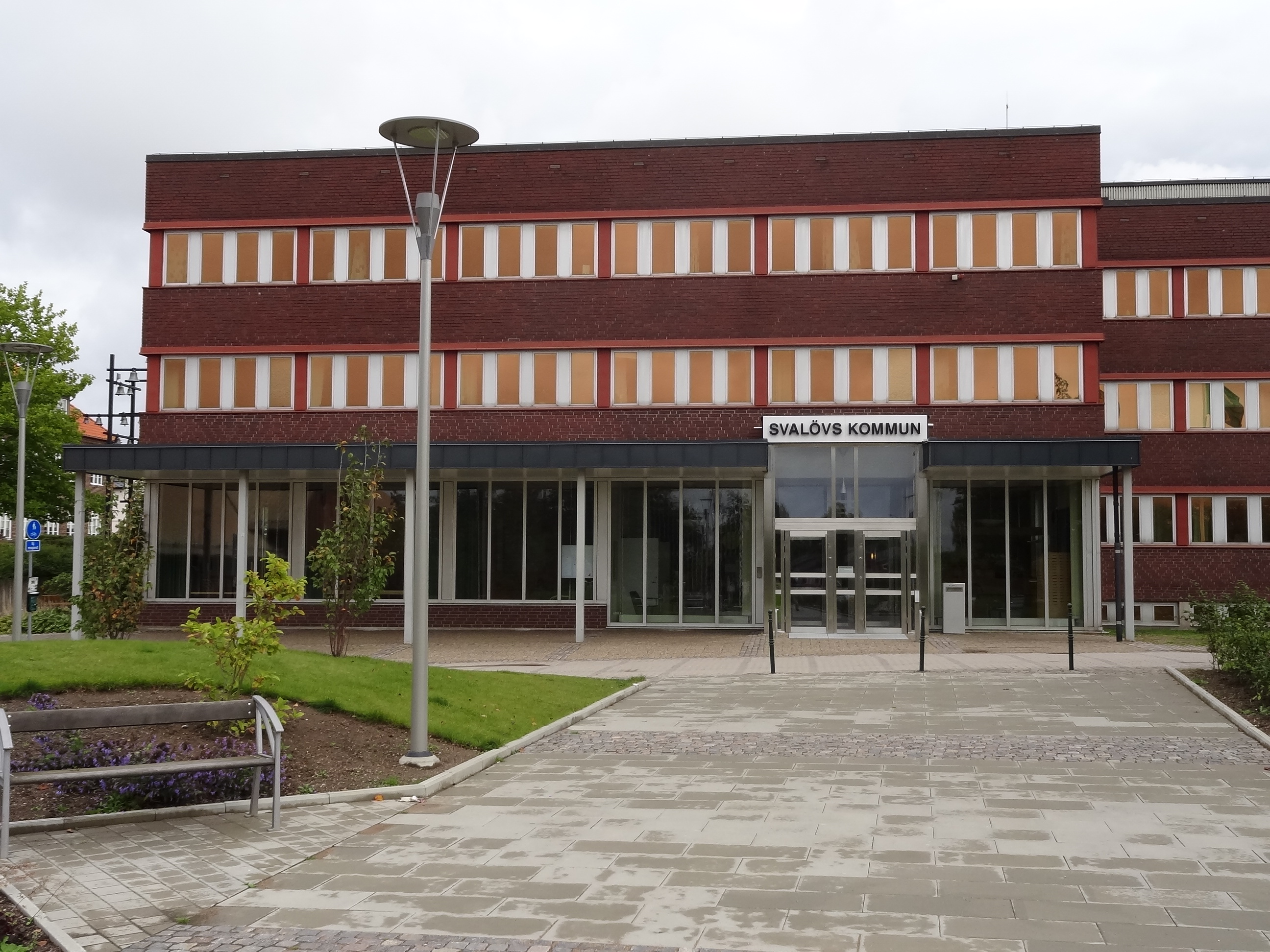
Управа комуни (Свалев)
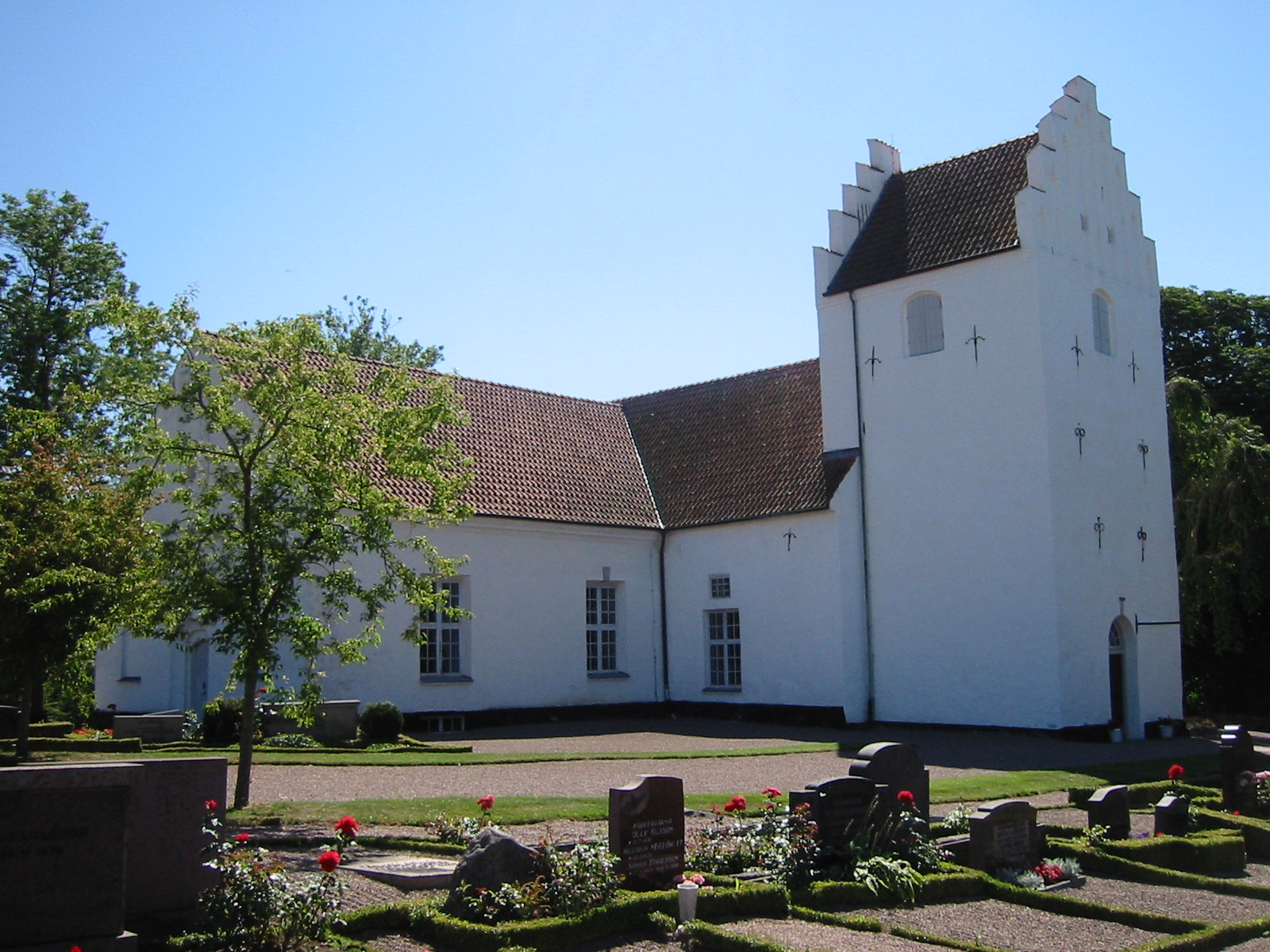
Церква (Коґеред)
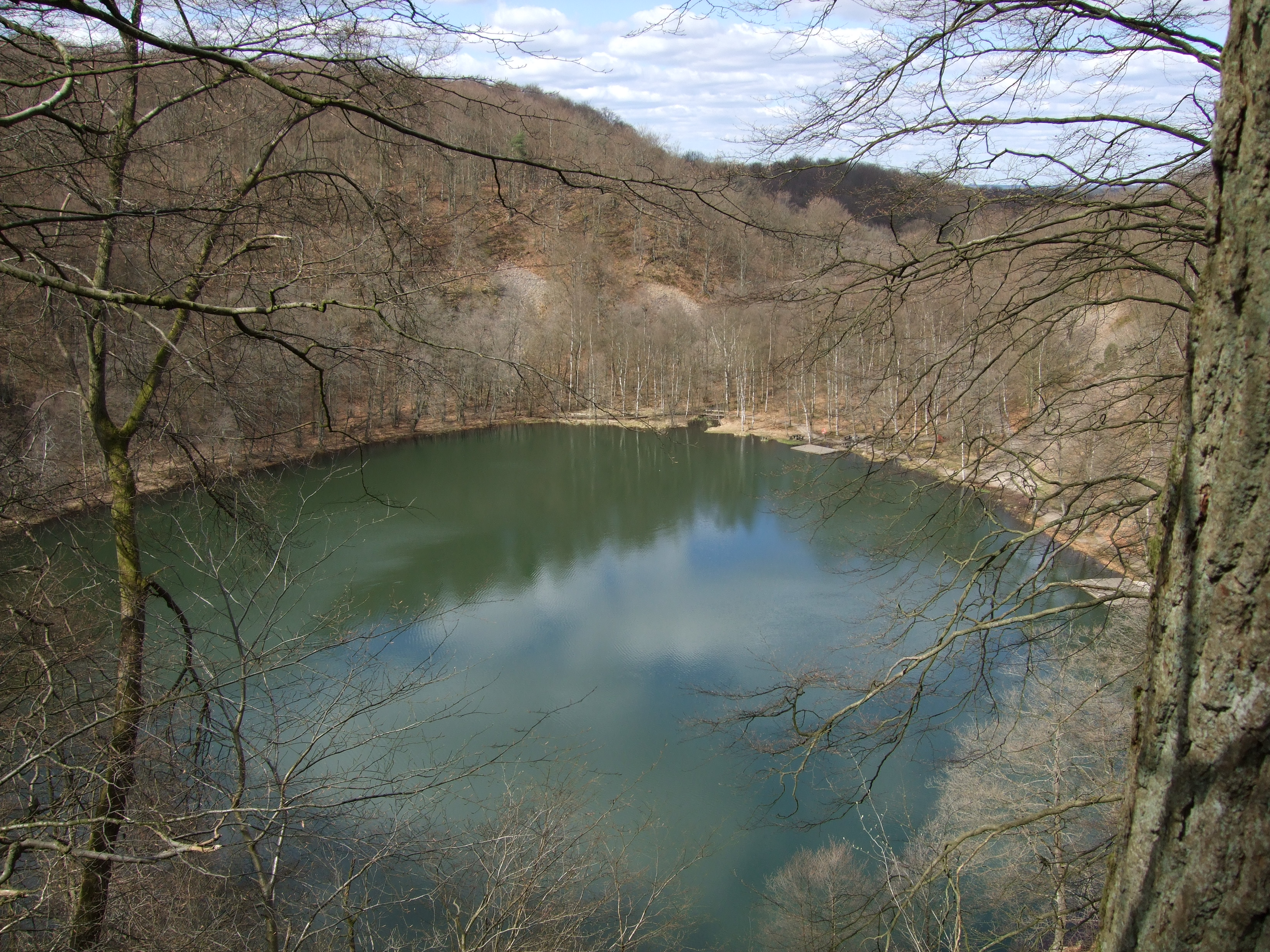
Озеро Уденшен
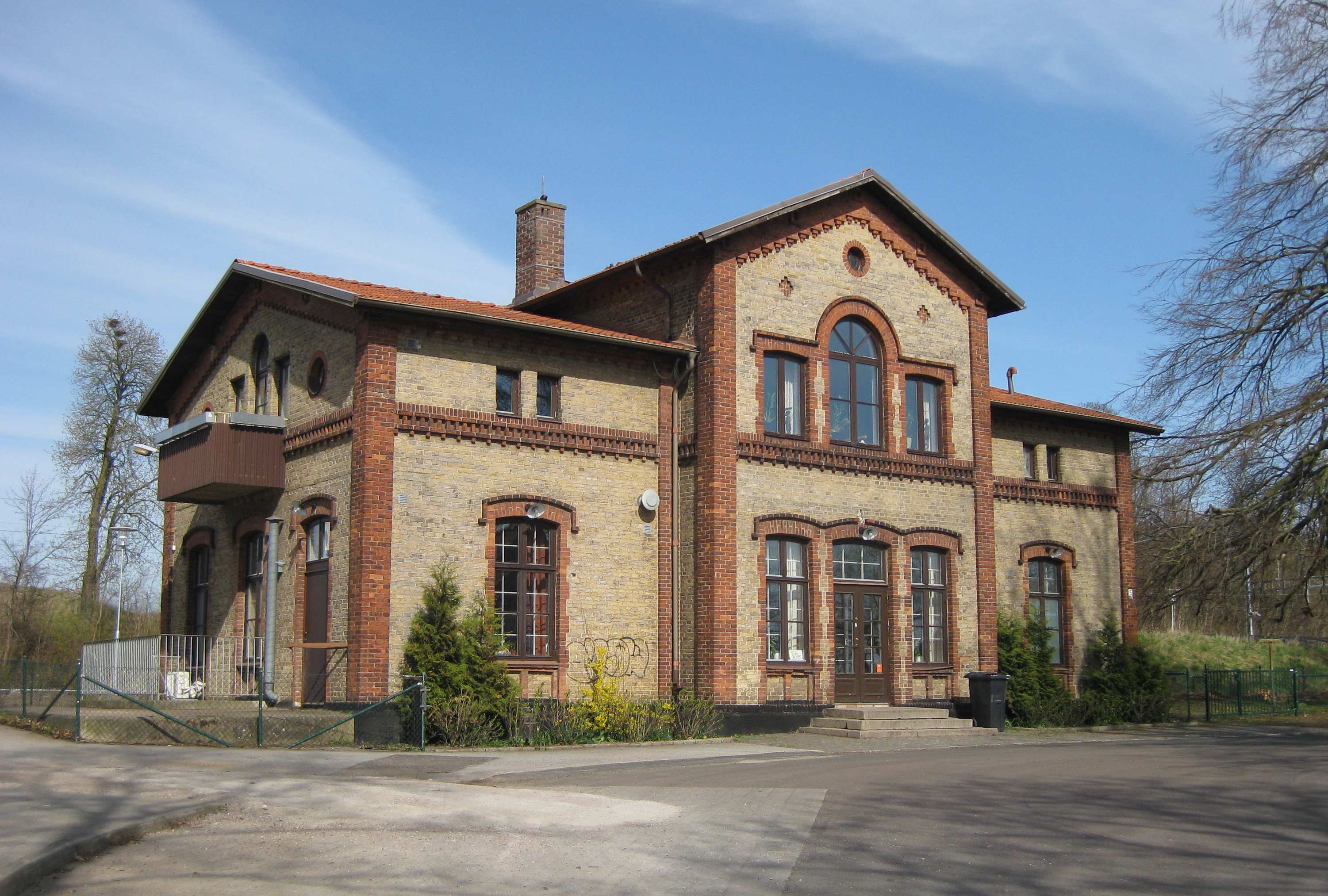
Залізнична станція Біллеберґа

## Виноски
1. ↑  Folkmangd i riket, lan och kommuner (шв.) . Центральне бюро статистики Швеції. Архів оригіналу за 20 серпня 2013. Процитовано 18 лютого 2013.